# مالشین
شهر مالچین (به آلمانی: Malchin) در ایالت مکلنبورگ-فورپومن در کشور آلمان واقع شده‌است.